# Buddy Farah
Buddy Farah (nascido em 18 de agosto de 1978) é um futebolista australiano-libanês, que atualmente joga como meio-campista do A.P.I.A. Leichhardt Tigers da NSW Premier League. Jogou também na Seleção Libanesa de Futebol profissional e na Australiana Sub-20.